# Sesamia coniata
Sesamia coniata là một loài bướm đêm trong họ Noctuidae.